# Sandelia
Sandelia é um género de peixe da família Anabantidae.
Este género contém as seguintes espécies:
- Sandelia bainsii
- Sandelia capensis